# Tansila
Tansila ist sowohl eine Gemeinde (französisch commune rurale) als auch ein dasselbe Gebiet umfassendes Departement im westafrikanischen Staat Burkina Faso, in der Region Boucle du Mouhoun und der Provinz Banwa. Die Gemeinde hat in 27 Dörfern 30.660 Einwohner.